# Större lungörtsvivel
Större lungörtsvivel (Ceutorhynchus larvatus) är en skalbaggsart som beskrevs av Schultze 1897. Större lungörtsvivel ingår i släktet Ceutorhynchus, och familjen vivlar. Enligt den finländska rödlistan är arten nära hotad i Finland. Arten har ej påträffats i Sverige. Artens livsmiljö är lundskogar.